# رشاد نوري كنتكين
رشاد نوري قونتكين (بالتركية: Reşat Nuri Güntekin)‏ (أسطنبول, 25 نوفمبر 1889 - لندن, 13 ديسمبر 1956)روائي ومسرحي، يعد رائد الواقعية النقدية في الرواية التركية المعاصرة. اشتهر بروايته «عصفور الصعو» çalikusu التي وصلت إلى جمهور واسع من القراء وما زالت تطبع إلى اليوم. ولد في اصطنبول، وتخرّج في كلية الآداب بجامعتها، ثم عمل مدرسًا للأدب والفلسفة، ومفتشًا في وزارة التـربية. دخل البرلمـان نائبًا عن مـدينة جنق قلعة Çanakkale بين (1939-1943) وأحيل على التقاعد عام 1954، وتوفي في لندن إثر إصابته بسرطان الرئة. دخل عالم الأدب من باب النقد المسرحي، ثم اشتهر مع القصص القصيرة التي نشرها بين عامي 1918-1919 في مجلات عدة، كما كتب أربع مجموعات قصصية. نشر رواياته الأولى في جرائد زمانه، وأسهم في إصدار مجلة ساخرة باسم «الفراشة» بين عامي 1923-1924.
صور قونتكين في رواياته الإنسان الجديد في سياق التغيرات الاجتماعية في النصف الأول من القرن العشرين، واتسمت رواياته المبكرة بالطابع الحكائي والنزوع الميلودرامي، حتى إن أحد النقاد يرجع سر شعبية رواية «عصفور الصعو» المستمرة إلى يُسْر التقانة السردية التي لا تتطلب من القارئ مستوى ثقافيًا أو جهدًا فكريًا، وإلى كثرة الشخصيات الطيّبة التي تحب فعل الخير حبًا في الخير من دون منفعة شخصية. وتكمن أهمية هذه الروايات في تصويرها الواقعي لحقائق البلاد في زمانها.
تخلّص الكاتب في روايات مرحلته الثانية من العاطفة المفرطة، وأصبح الهم الاجتماعي محور أعماله، فتناول موضوعات الصراع بين المثقف والقوى المحافظة، ومشكلات الثأر عرفًا تقليديًا، والتسوّل، وأثر القيم البرجوازية الحديثة في الجيل الجديد الذي يعيش في بيئة محافظة. تجسد شخصيات كُنتكين التغيرات الاجتماعية، فهو يعرض مختلف طبقات المجتمع وفئاته: المعلّم والموظّف والضابط والعامل وابن المدينة وابن الريف. ومن أهم أعماله: «من الشفتين إلى القلب» Dudaktan Kalbe عام (1923)، و«الليلة الخضراء» Yesil Gece عام (1928).
أدرك قونتكين أهمية اللغة في الأدب، فطور لغته في أعماله المتأخرة واستفاد من إمكانات اللغة المحكية، ومنح شخصياته اللغة التي تلائمها، وتفوّق في الجمل الحوارية على معاصريه من الروائيين مستفيدًا في ذلك من كتاباته المسرحية التي منها «كسرة حجـر»Tas Parcasi عام (1923) و«الأغنية القديمة» Eski sarki عام (1951) في الدراما العائلية، و«الزوج المستأجَر» Hülleci عام (1953) في النقد الاجتماعي.

## روابط خارجية
- رشاد نوري كنتكين على موقع IMDb (الإنجليزية)
- رشاد نوري كنتكين على موقع الموسوعة البريطانية (الإنجليزية)
- رشاد نوري كنتكين على موقع قاعدة بيانات الفيلم (الإنجليزية)